# رأس غارب
رأس غارب نام شهر و شهرستانی در استان بحر الاحمر مصر است.